# Fazenda Ponte Alta (Barra do Piraí)
A Fazenda Ponte Alta, localizada no município de Barra do Piraí, é um autêntico exemplar de arquitetura rural do século XIX, possuindo as características do chamado quadrilátero funcional.

## Histórico
A fazenda foi construída entre os anos de 1815 e 1820, pelo Barão de Mambucaba, e constituía-se de casa-sede e capela; tendo ao centro, o terreiro de secagem de café. Acompanhando esse arranjo, a senzala, que se dividia em duas alas e tinha, em um dos seus cantos, a enfermaria dos escravos. Nas extremidades do “quadrilátero funcional”, o engenho de processamento de café e a casa do feitor.
Hoje em dia funciona na Fazenda uma Pousada de mesmo nome, com acomodações para 21 leitos.